# Younès Ifticen
Younès Ifticen, né le 26 avril 1957 à El-Harrach, est un ancien footballeur algérien, reconverti comme entraîneur.

## Biographie

### Carrière de joueur
Younès Ifticen fait toutes ses classes à l’USMMC qui deviendra par la suite USMH. Ali Benfadah le fait jouer en équipe première alors qu’il n’a que 17 ans. Ifticen apprend aux côtés de Mokore, Meraïki et Sebia, et il gagnera sa place de titulaire avec l’USMMC et l’USMH. Ayant côtoyé trois entraîneurs, Ali Benfadah, Abdelkader Bahmane et Mokhtar Belabed, Ifticen deviendra également entraineur au début des années 1990. C’est son ex-coéquipier, Saïd Allik, devenu président de l’USM Alger, qui lui offrira son premier poste d’entraîneur d’une équipe sénior. Depuis, Ifticen a dirigé plusieurs équipes, dont l’USM Alger, le MC Alger et le WA Tlemcen, entre autres.

### Carrière d'entraîneur
Younès Ifticen commence sa carrière d'entraîneur à l'USM Alger lors de la saison 1993-1994 avec Abdelkader Bahmane et ne réussit pas réussi à décrocher le ticket pour la première division, en raison des confrontations directes avec l'ASO Chlef. La saison suivante, Saïd Allik, le président du club, lui fait confiance pour obtenir la promotion qu'il obtient après sa victoire à Ouargla contre l'équipe locale, pour remonter en Division 1 après cinq ans d'absence,.

## Palmarès
- USM El-Harrach
  - Coupe d'Algérie (1) : 1986-1987

## Entraîneur
- WA Tlemcen
  - Vainqueur de la Coupe de l'UAFA : 1998
  - Troisième de la Supercoupe arabe : 1999

- Équipe d'Algérie militaire
  - Vainqueur de la Coupe du monde militaire : 2015